# Антолис, Кари
Ка́ри Уи́льям Анто́лис (англ. Kary William Antholis; род. 1962, Вашингтон, округ Колумбия, США) — греко-американский медиаменеджер, кинодокументалист, режиссёр, продюсер и сценарист, бывший президент HBO Miniseries, сопредседатель совета директоров некоммерческой творческой организации «Young Storytellers». Лауреат премий «Оскар» (1995), «CableACE» (1995) и прайм-таймовой премии «Эмми» (1994—1995) за фильм «Воспоминания спасшегося». Активный член греческой диаспоры.

## Биография
Родился в греческой православной семье. Вырос в Нью-Джерси.
Отец Кари, Джон Кириакос Антолис (1933—2007), родился в Оушенсайде (Нассо, Нью-Йорк), в начале 1940-х годов вместе с семьёй переехал в Вашингтон (округ Колумбия). В начале 1950-х годов зачислился в Армию США, служил радистом в Асмэре (Эритрея, Восточная Африка). Имел степень доктора права. Являлся членом Американо-греческого прогрессивного просветительского союза (AHEPA), состоял в нескольких масонских ложах, был основателем и президентом Греко-американской ассоциации адвокатов в Нью-Джерси. Будучи активным членом Демократической партии США, занимался сбором финансовых средств для избирательных кампаний демократов, в том числе Пола Сарбейнза, Билла Брэдли и Майкла Дукакиса. Дед Кари по отцовской линии был родом из Мармары (Малая Азия, сегодня территория Турции). Покинув турецкую армию в годы Первой мировой войны, он иммигрировал в Соединённые Штаты. Его супруга (бабка Кари) была родом из Смирны (сегодня — Измир, Турция), её семья была одной из переживших Великий пожар.
Мать Кари, Эвантия (Ева), родилась в Каламате (Мессиния, Пелопоннес, Греция), выросла в оккупированном нацистами городе. Её отец был родом из Триполи (Аркадия). В начале XX века он иммигрировал в Пенсильванию (США), женился, и в 1920 году вернулся на родину. В годы Второй мировой войны был казнён нацистами. В начале 1950-х годов его семья иммигрировала в США, где воссоединилась с проживавшими там другими детьми. Эвантия Антолис, в 1955 году получившая гражданство США, обучала американских греков греческому языку, культуре и истории.
Имеет младшего брата Билла Антолиса, известного политолога.
Посещал греческую школу.
Окончил Боудин-колледж (1984), Стэнфордский университет со степенью магистра наук в области истории и Школу права университета Джорджтаун со степенью доктора права (1989).
В 2019 году, с уходом с поста президента HBO Miniseries and Cinemax Programming, который он занимал на протяжении более 25 лет, создал веб-сайт Crime Story (Криминальная История), на котором подробно освещает различные судебные разбирательства: от знаменитых дел об убийствах до малоизвестных процессов.

## Личная жизнь
Проживает в Лос-Анджелесе (Калифорния) с супругой Карен (в девичестве Кранфорд) и двумя детьми, сыном Джоном и дочерью Эвантией.
Прихожанин греческой православной церкви.

## Фильмография
- 1991 — Сердца тьмы: Апокалипсис кинематографиста
- 1993 — The Broadcast Tapes of Dr. Peter — младший сотрудник по подготовке материалов
- 1993—1994 — America Undercover — помощник продюсера
- 1994 — Real Sex — координатор производства
- 1994 — Talking Sex: Making Love in the '90s — помощник продюсера
- 1995 — One Survivor Remembers — режиссёр, продюсер
- 1995 — The Shadow of Hate — продюсер
- 1996—1997 — The Cape — создатель, сценарист, исполнительный продюсер
- 1997 — Frank Capra’s American Dream — соисполнительный продюсер
- 2000 — Naked Players Meet the People — наблюдающий продюсер
- 2006 — Tsunami: The Aftermath — исполнительный продюсер
- 2007 — Five Days — исполнительный продюсер